# 阿吐波鱷屬
阿吐波鱷屬（學名：Atoposaurus）是鱷形超目新鱷類的一屬，是阿吐波鱷科的模式屬。目前已有兩個種，化石發現於法國的德國的侏羅紀晚期地層。
阿吐波鱷的最獨特處，是缺少背部鱗甲，而是這是伪鳄类的最常見特徵。阿吐波鱷缺少背部鱗甲、體型小，身長約17公分、顱頂顳上窩（Supratemporal fossa）狹窄、枕骨寬、眶後骨棒薄細、外表裝飾物平滑，某些古生物學家認為阿吐波鱷可能是其他阿吐波鱷科動物的未成年個體，很有可能是Alligatorellus。
在1863年，荷蘭泰勒斯博物館向波恩的化石挖掘者Adam August Krantz買下阿吐波鱷的正模標本，同時還買下喙嘴翼龍、翼手龍屬、Sapheosaurus、Homaeosaurus的化石。

## 外部連結
- 阿吐波鱷 （页面存档备份，存于） Paleobiology Database